# Sabine Kuhlmann
Sabine Kuhlmann,Sabine Lorenz  (14. Agosto de 1970 en Torgau) es una científica política y administrativa alemana vicepresidenta del Consejo Nacional de Control Normativo.

## Biografía
Tras graduarse de la Escuela Secundaria Avanzada en Grimma, donde se graduó con honores en 1989 estudió ciencias sociales en la Universidad Humboldt de Berlín hasta 1995, donde recibió su doctorado en 2002. Después de una beca de investigación en Francia en la Maison des Sciences de l'Homme; CNRS (París), se habilitó en 2007 en la Universidad de Potsdam y así recibió la venia legendi de ciencias políticas y administrativas.
Ha ocupado puestos de profesora visitante en la Escuela Superior de Ciencias Sociales de Berlín y en la Universidad Humboldt de Berlín y de profesora suplente de Política Interior y Administración Pública en la Universidad de Constanza. En 2009 fue nombrada titular de la cátedra de Administración Pública Comparada, en particular de Administración en Europa, en la Universidad Alemana de Ciencias Administrativas de Speyer. Desde 2013 ocupa la cátedra de Ciencia Política, Administración y Organización en la Universidad de Potsdam.
Sabine Kuhlmann es miembro del Consejo Nacional de Control Regulatorio, compuesto por diez miembros, desde 2011. En febrero de 2017, fue nombrada vicepresidenta del consejo, que revisa las leyes del gobierno federal en busca de costes burocráticos para las empresas y la administración y asesora al gobierno sobre posibles ahorros.

## Trayectoria
También es una experta reconocida internacionalmente en la comparación de sistemas y tradiciones administrativos. Se hizo un nombre, sobre todo como resultado de su habilitación, como experta en Francia, pero también en la investigación de estructuras en política y administración en metrópolis europeas y políticas administrativas locales en Alemania.  En los últimos años, la experiencia de Kuhlmann ha sido cada vez más demandada por los políticos. Publicó un dictamen pericial sobre la reforma de la administración municipal y estatal en Brandeburgo, otro junto con Falk Ebinger sobre la reforma municipal y administrativa prevista en Renania-Palatinado, una evaluación de la Ley de Libertad de Información en Mecklenburg -Pomerania Occidental junto con Michael Rodi  y algunos más.
Kuhlmann lidera el proyecto de red Local Public Sector Reforms: An International Comparison (LocRef), que se encuentra bajo el paraguas de la Cooperación Europea en Ciencia y Tecnología (COST) y se centra en las reformas a nivel administrativo local. Esta red incluye a casi 200 investigadores de 27 países y de más de 40 instituciones de investigación en Europa.  
Sabine Kuhlmann como parte de su trabajo en la Universidad de Potsdam, fue nombrada miembro del Consejo Asesor del Instituto para el Sector Público en 2015.
Desde 2015, Sabine Kuhlmann es miembro del Conseil Scientifique du GRALE (Groupement de Recherche sur l'Administration Locale en Europe)
De 2012 a 2019, Sabine Kuhlmann fue Vicepresidenta del Grupo Europeo para la Administración Pública (EGPA), y desde 2016 es Vicepresidenta para Europa Occidental en el Instituto Internacional de Administración Pública (IIAS). Ha sido vicepresidenta del consejo editorial de la Revista Internacional de Ciencias Administrativas (IRAS) desde 2013.  
Sabine Kuhlmann es considerada una de los politólogas  más influyentes. En un estudio que utilizó una encuesta para determinar la reputación en la audiencia especializada,figuraba en el tercer lugar después de Werner Jann (Universidad de Potsdam) y Jörg Bogumil (Universidad Ruhr de Bochum) y, por lo tanto, como la mujer más influyente.

#### Sus Áreas de investigación[12]
- Administración pública comparada
- Modernización administrativa/Reformas del sector público
- Mejora de la reglamentación/Reducción de la burocracia
- Digitalización de la administración
- Administración y crisis (gestión)
- Investigación comparada sobre el gobierno local
- Descentralización/Gestión multinivel

## Enlaces web
- Esta obra contiene una traducción  derivada de «Sabine Kuhlmann» de Wikipedia en alemán, concretamente de esta versión, publicada por sus editores bajo la Licencia de documentación libre de GNU y la Licencia Creative Commons Atribución-CompartirIgual 4.0 Internacional.
- Google Académico
- Página de Sabine Kuhlmann en la Universidad de Potsdam
- Página del Consejo Nacional de Control Normativo sobre Sabine Kuhlmann

- Datos: Q56488695